# Балклі-Нечако
Регіональний округ Балклі-Нечако (англ. Bulkley-Nechako) — регіональний округ в Канаді, у провінції Британська Колумбія.

## Населення
За даними перепису 2016 року, регіональний округ нараховував 37896 жителів, показавши скорочення на 3,3%, порівняно з 2011-м роком. Середня густина населення становила 0,5 осіб/км².
З офіційних мов обидвома одночасно володіли 1 795 жителів, тільки англійською — 35 820, тільки французькою — 10, а 45 — жодною з них. Усього 3,485 осіб вважали рідною мовою не одну з офіційних, з них 600 — одну з корінних мов, а 40 — українську.
Працездатне населення становило 66,9% усього населення, рівень безробіття — 12,3% (16,4% серед чоловіків та 7,4% серед жінок). 83,3% були найманими працівниками, 14,7% — самозайнятими.
Середній дохід на особу становив $45 293 (медіана $34 688), при цьому для чоловіків — $56 152, а для жінок $33 809 (медіани — $49 465 та $25 738 відповідно).
31,2% мешканців мали закінчену шкільну освіту, не мали закінченої шкільної освіти — 23,9%, 44,9% мали післяшкільну освіту, з яких 26,5% мали диплом бакалавра, або вищий, 60 осіб мали вчений ступінь.
| Статево-вікова структура населення | Статево-вікова структура населення | Статево-вікова структура населення | Статево-вікова структура населення | Статево-вікова структура населення |
| ---------------------------------- | ---------------------------------- | ---------------------------------- | ---------------------------------- | ---------------------------------- |
|                                    |                                    |                                    |                                    |                                    |
| Всього                             | Всього                             | 51,1%48,9%                         |                                    |                                    |
| 0 — 14 років                       | 0 — 14 років                       |                                    | 19,2%                              | 19,2%                              |
| 15 — 64 років                      | 15 — 64 років                      |                                    | 65,9%                              | 65,9%                              |
| 65 і більше                        | 65 і більше                        |                                    | 14,9%                              | 14,9%                              |
| 85 і більше                        | 85 і більше                        |                                    | 1,5%                               | 1,5%                               |
| Середній вік (років)               | Середній вік (років)               | 39,640,1                           | 39,9                               | 39,9                               |
| Медіана (років)                    | Медіана (років)                    | 41,041,3                           | 41,1                               | 41,1                               |
| — чоловіки — жінки                 |                                    |                                    |                                    |                                    |

| Походження мешканців:     | Походження мешканців:     | Походження мешканців: | Походження мешканців: | Походження мешканців: |
| ------------------------- | ------------------------- | --------------------- | --------------------- | --------------------- |
| Походження                |                           |                       | осіб                  | %                     |
| Корінні американці        | Корінні американці        |                       | 7 475                 | 19.96%                |
| Інше північноамериканське | Інше північноамериканське |                       | 11 210                | 29.94%                |
| Європейське               | Європейське               |                       | 27 760                | 74.14%                |
| британське                | британське                |                       | 17 780                | 47.48%                |
| французьке                | французьке                |                       | 3 760                 | 10.04%                |
| українське                | українське                |                       | 1 890                 | 5.05%                 |
| Карибське                 | Карибське                 |                       | 85                    | 0.23%                 |
| Латинськоамериканське     | Латинськоамериканське     |                       | 295                   | 0.79%                 |
| Африканське               | Африканське               |                       | 335                   | 0.89%                 |
| Азійське                  | Азійське                  |                       | 1 195                 | 3.19%                 |
| Океанійське               | Океанійське               |                       | 245                   | 0.65%                 |

| Зайнятість населення за галузями (за класифікацією NOC): | Зайнятість населення за галузями (за класифікацією NOC): | Зайнятість населення за галузями (за класифікацією NOC): | Зайнятість населення за галузями (за класифікацією NOC): | Зайнятість населення за галузями (за класифікацією NOC): |
| -------------------------------------------------------- | -------------------------------------------------------- | -------------------------------------------------------- | -------------------------------------------------------- | -------------------------------------------------------- |
|                                                          |                                                          |                                                          |                                                          |                                                          |
| Управління                                               | Управління                                               |                                                          | 9,9%                                                     | 9,9%                                                     |
| Бізнес, фінанси та адміністрування                       | Бізнес, фінанси та адміністрування                       |                                                          | 11,4%                                                    | 11,4%                                                    |
| Природничі та прикладні науки                            | Природничі та прикладні науки                            |                                                          | 5,8%                                                     | 5,8%                                                     |
| Охорона здоров'я                                         | Охорона здоров'я                                         |                                                          | 4,8%                                                     | 4,8%                                                     |
| Освіта, правозахист, муніципальні та урядові служби      | Освіта, правозахист, муніципальні та урядові служби      |                                                          | 11%                                                      | 11%                                                      |
| Мистецтво, культура, відпочинок та спорт                 | Мистецтво, культура, відпочинок та спорт                 |                                                          | 1,6%                                                     | 1,6%                                                     |
| Роздрібна торгівля та послуги                            | Роздрібна торгівля та послуги                            |                                                          | 19,1%                                                    | 19,1%                                                    |
| Гуртова торгівля, транспорт та обладнання                | Гуртова торгівля, транспорт та обладнання                |                                                          | 21,3%                                                    | 21,3%                                                    |
| Природні ресурси, сільське господарство                  | Природні ресурси, сільське господарство                  |                                                          | 8,2%                                                     | 8,2%                                                     |
| Виробництво                                              | Виробництво                                              |                                                          | 7%                                                       | 7%                                                       |

## Населені пункти
До складу регіонального округу входять містечко Смітерс, муніципалітети Г'юстон, Вандегуф, Форт-Сент-Джеймс, села Бернс-Лейк, Телква, Фрейзер-Лейк, Гренайл, індіанські резервації Жан-Батист 28, Полінґ 1, Бебайн-Лейк 21B, Бебайн 25, Татлат-Іст 2, Татла-Вест 11, Чеслатта 1, Сіспункут 4, Пойзон-Крік 17A, Бернс-Лейк 18, Тадінлей 15, Таш 1, Анча-Лейк 13A, Лейктаун 3, Совчі 3, Недоутс 11, Данкан-Лейк 2, Дзітлайн-Лі 9, Омінека 1, Вільямс-Прейрі-Медов 1A, Скінс-Лейк 16A, Скінс-Лейк 16B, Воєнн 27, Стоуні-Крік 1, а також хутори, інші малі населені пункти та розосереджені поселення.

## Клімат
Середня річна температура становить 1,8°C, середня максимальна – 16,6°C, а середня мінімальна – -16,4°C. Середня річна кількість опадів – 533 мм.
| Клімат поселення                              | Клімат поселення | Клімат поселення | Клімат поселення | Клімат поселення | Клімат поселення | Клімат поселення | Клімат поселення | Клімат поселення | Клімат поселення | Клімат поселення | Клімат поселення | Клімат поселення | Клімат поселення |
| Показник                                      | Січ.             | Лют.             | Бер.             | Квіт.            | Трав.            | Черв.            | Лип.             | Серп.            | Вер.             | Жовт.            | Лист.            | Груд.            |                  |
| Середній максимум, °C                         | −3,96            | −0,77            | 3,14             | 8,02             | 12,79            | 16,59            | 16,64            | 16,26            | 12,11            | 6,82             | −0,28            | −5,05            |                  |
| Середня температура, °C                       | −10,18           | −7               | −3,1             | 1,80             | 6,56             | 10,36            | 12,71            | 12,34            | 8,20             | 2,90             | −4,2             | −8,98            |                  |
| Середній мінімум, °C                          | −16,42           | −13,24           | −9,33            | −4,43            | 0,32             | 4,13             | 8,79             | 8,42             | 4,28             | −1,02            | −8,12            | −12,89           |                  |
| Норма опадів, мм                              | 50               | 31               | 31               | 21               | 42               | 60               | 54               | 47               | 45               | 49               | 52               | 51               |                  |
| Середньомісячна швидкість вітру, м/с          | 1.74             | 1.82             | 2.02             | 2.20             | 2.22             | 2.20             | 2.11             | 1.94             | 1.88             | 1.99             | 1.95             | 1.75             |                  |
| Середньомісячна сонячна радіація, кДж/м²·день | 2349             | 5004             | 9572             | 14560            | 18158            | 19722            | 19319            | 16193            | 10869            | 5678             | 2596             | 1664             |                  |
| --------------------------------------------- | ---------------- | ---------------- | ---------------- | ---------------- | ---------------- | ---------------- | ---------------- | ---------------- | ---------------- | ---------------- | ---------------- | ---------------- | ---------------- |
| Джерело:                                      |                  |                  |                  |                  |                  |                  |                  |                  |                  |                  |                  |                  |                  |